# Familiefilm
Familiefilm er en genre indenfor film, der er designet til at appellere til en bred vifte af aldersgrupper og dermed familier.
| Film | Spire Denne filmartikel er en spire som bør udbygges. Du er velkommen til at hjælpe Wikipedia ved at udvide den. |